# Ernst-Dieter Bösche
Ernst-Dieter Bösche (* 22. Januar 1942) ist ein deutscher Kommunalpolitiker in Erftstadt. Er war als Mitglied der Sozialdemokratischen Partei Deutschlands (SPD) Stadtdirektor und Bürgermeister der Stadt bis 2009.
Ernst-Dieter Bösche ist Diplom-Verwaltungswirt (FH). Bis 1989 war er als Kreisverwaltungsdirektor tätig und wurde dann vom Stadtrat der Stadt Erftstadt zum Stadtdirektor gewählt. In diesem Amt wurde er 1997 bestätigt. Bei der Kommunalwahl 1999 wurde Bösche zum ersten hauptamtlichen Bürgermeister der Stadt gewählt. Am 19. August 2009 erklärte Bösche seinen Austritt aus der SPD aus persönlichen Gründen und trat entsprechend nicht als Bürgermeisterkandidat zur Kommunalwahl im Jahr 2009 an.
Er war Bürgermeister bis zum 20. Oktober 2009, danach folgte ihm Franz-Georg Rips in diesem Amt.